# 卡尼夫區
卡尼夫區（烏克蘭語：Канівський район）是位於烏克蘭中部切爾卡瑟州的舊區，首府設於卡尼夫，並於2020年被撤銷。該區面積1,281平方公里，2015年人口19,453，人口密度每平方公里15.19人。
1. ↑  . Міністерство розвитку громад та територій України.   [2022-05-24]. （原始内容存档于2022-02-25） （乌克兰语）.